# 地元集中
地元集中（じもとしゅうちゅう）は、日本の一部の公立中学校において、中学生が公立高校を受験する際に、地元にある特定の高校1校のみを選択するように進路指導する教育運動をいう。地元集中受験運動（門真市）、地元集中進学（門真市）、地元集中方式（枚方市）、集中受験（高槻市、松原市）あるいは実施されていた地域の名称をとって高槻方式、高槻・枚方方式などとも呼ばれる。また地元集中から「地元育成」と呼称が変更される例もみられる。
実際には、進学校を希望する中学生を進学校ではない地元の公立高校に行かせるという運動に終始していた。
この指導は、特に第二次ベビーブーム世代が中学校3年生となった1980年代後半までの時期に、大阪府のみならず複数の地域で最も熱心に行われていた。しかし、生徒個人の個性や意思を無視した進路指導が保護者を中心として批判の対象となり、この運動が激しい自治体・中学校を嫌忌しての転居や、公立中学・高校の学力・指導力低下とそれに伴う公立中学そのものに対する忌避の動き、私立中学に進学する生徒の増加や廃止を求める地域世論といった理由から、1990年代には廃止された。
地元集中は、大阪府の高槻市、枚方市、守口市、門真市、寝屋川市、交野市、茨木市、松原市、大阪狭山市のほか、和歌山県、静岡県袋井市などの一部の地域で、1970年代前半から1990年代中頃にかけて実施されていた。日教組は全国的にも推進したものの多くの地域では実行できず、むしろ公立高校の地盤沈下、地元集中を強いられる公立中学校の進路指導を忌避するための国立・私立中学受験人気など、むしろ当初の趣旨とは逆の現象が顕著になったため1980年代末以降は強制性が弱まり、1990年代に各自治体で漸進的に減少していった。しかしそのような状況下においても、門真市では内申書を盾に脅迫する後述「揃って落ちてこい」罵声事件（内申書（調査書）を実際と異なる内容に改竄する）など過剰な市内地元高校への進学勧奨が行われていたが2000年代初頭には消滅した。

## 地元集中と学区
地元集中は、「地域の子どもを地域で育て、高校間の学力格差(高校間格差）を解消する」ことを目的とした一種の運動であり、正式な制度ではない。大阪府・和歌山県・埼玉県の公立高校の普通科では、中規模な学区制（中学区制）を採用している（大阪府の学区制は2014年度から廃止された）ため、制度上は誰でも学区内の学力に応じた高校を生徒自ら選択して受験することができる。しかし、地元集中が展開されていた地域では、地元公立高校を目指す進路指導が徹底して行われていたため、学区内にある他の高校への進学、および学区内の他の地域から地元集中高校への進学は困難になっていた。
その背景の一つとして、高校間格差が激しくなった1960年代末からの日教組や一部教職員の指導、すなわち「15の春を泣かすな！」とのスローガンの下、高校間格差是正を目的として、高校全入運動と表裏一体の運動として進められた。当時は、受験戦争と呼ばれる激しい競争が問題視され、日教組に限らずメディアや国民にもこの考え方はある程度は理解されるものであった。それだけではなく、全国の教育委員会においても支配的な考え方であった。
その結果、東京都における学校群制度や、京都府における小学区制（この2つも地元集中と同じ効果をもたらす）、他には総合選抜制など、趣旨としては同様な制度が全国で正式な制度として導入されてきた。このような制度を導入した都道府県においては非正規な手段を用いずとも個性を無視した悪平等が達成できるため、地元集中なる非正規手段は用いられなかった。
一方で、大阪府は中学区制維持の方針を堅持した。中学区制は一学区の中に高校が10～20校含まれ、その中で制度としては自由に受験することができた。また、人口急増や進学率の上昇に伴う高校新設も行われたが、新設校の人気は総じて低かった。つまり大阪府の中学区制は学区の中での伝統校をトップ校とする、学校間ヒエラルキーを維持できたのであり、学校選択によるエリート選抜システムが機能することとなった。寧ろ競争意識は、人間社会では必ずついて回るもので学校間(高校果ては大学間）格差はあって然るべきものである。それを見極め
この制度に不満を抱いた一部教職員は、東京都のような学校群制度、京都府のような小学区制等を実質的に実現するために“非公式な形で、生徒の意向を無視して、地元の公立高校を受験させる”取り組みを始めた。つまり「地元集中」は競争排除を目指した当時の教職員運動において、競争を維持しようとした大阪府教委の判断を実質的に骨抜きにするための運動であり、中学区制を建前化し実質的に小学区制をとるものであった。つまり「地元集中」と学校群制、小学区制、綜合選抜制は制度として公式か非公式かの違いにすぎず、学校現場から一切の競争を排除するものであり、かかる運動は1960年代後半以降、世代人口の多い第二次ベビーブーム世代の高校受験期が終わる1990年代まで多くの地域で吹き荒れたと考えられている。

### 小学生版地元集中
地元集中は、高校へ進学する中学生のことが取り上げられるケースがほとんどだが、私立中学校へ進学する小学生に対しても行われていた。地元の公立中学校へ進学するよう特に学校で権力を振りかざす教師による生徒への非公式な圧力や同級生による虐めが、前述の高槻方式の高槻市他の小学校で横行していた。

### 生徒への非公式な圧力
進路指導は「同じ中学の生徒はみんな同じ地元の公立高校へ」という理念に基づいて行われた。全校生徒集会やホームルームなどで取り組まれたが、一方で学習塾に通う生徒も増加し、学校外で実施される模擬試験を受験する生徒も多くなった。また高槻市や枚方市では、強い取り組み、つまりは学校教師による事実上の強制がなされ、クラス全員を地元高校へ進学させることもあった。その後、枚方市は市長の交代もあって地元集中をやめていき、高槻市が最後まで実施していたと見られる。
地元集中自体は、受験生を「地元の高校に確実に行かせる」「中学浪人をさせない」という理念を追求したものであるが、受験生の「行きたい高校に行く」という個人の自由が尊重されていないとの問題も指摘され、議論を呼んだ。殊に1983年当時のとある中学三年生が体験した大阪府門真市立第七中学校でのエピソードを取り挙げる。つとに当校は校長が学校の代表ではなく、一人の体育科教諭によって統治されていた(この事は門真市に住む者によってつとに有名であった）。その教諭の権力は絶対的なモノであり、逆らえば暴行を加える事は日常茶飯事で、担当の体育の授業は、晴天の日は兎も角雨天でも運動場で授業をする。見方を変えれば品行方正な生徒が輩出されていた。逆に品性下劣な生徒には事ある毎に呼び出され鉄拳制裁(体罰)などを日常常習的に男女問わずやっていた。中学3年次に五ツ木書房などの教材業者が主催する模擬試験を受ける事を強制的に阻止し、二学期頃から教師による「進路のしおり」なる小冊子を用いた刷り込み教育(所謂マインドコントロールされる）や、「テストファイル」(中間・期末考査の答案用紙をB5サイズのファイルに綴り、担任教師、進路指導教師、父兄などの所感を記載。押印させ提出）担任教師・生徒・父母との三者面談で半ば強引に地元高校大阪府立門真南高等学校へ進学する事を推し進める。学級委員、生徒会に選ばれたものは地元高校に行けない成績の場合を除き、強制的に地元高校(当時あった大阪府立門真南高等学校(現在は大阪府立門真高等学校に吸収合併され「大阪府立門真なみはや高等学校として旧門真高等学校校地に統合。旧大阪府立門真南高等学校校地はその後門真市が取得し「門真市民プラザ」として門真市の管理下にある）を受験させられ、地元高校に行ける成績にもかかわらずそれ以外の高校への進学意向を明らかにするとホームルームや、「促進」と呼ばれるホームルームと別枠に（成績不振の生徒や、家庭事情に問題のある生徒と担任教師が相対し表面的なアドバイスなどをする）学年集会の場で、賛成派の生徒の前に立たせ「皆を裏切って〇〇高校（進学校や私立高）を受験します」と、皆の前で晒し上げられたり、賛成派の生徒からや教諭から「エゴ」呼ばわりされたり、進路指導を担当していた同校で権力を掌握していた教諭から鉄拳制裁はほぼ日常的に行われ、当該者(当人は中立的な立ち位置を堅持していたため)の机を教室の隅の窓際に追いやる等「組八部」とも呼ばれる悪質な嫌がらせ「進路指導の担当権力を振りかざした教師による陰湿な言動や暴力」「賛成派の生徒による陰湿な言動や暴力」や、半ば「投身殺人に追いやる」(自殺教唆等、糾弾にも近い形で槍玉にされることが日常茶飯事であった(スケープゴートの的にされた）。特に1980年代の大阪府北東部（京阪沿線）の守口市・門真市・寝屋川市・枚方市では特に顕著に見られた。なお自殺関与・同意殺人罪は刑法202条で「人を教唆し若しくは幇助して自殺させ、又は人をその嘱託を受け若しくはその承諾を得て殺した者は、六カ月以上七年以下の懲役又は禁錮に処する。」となっている。なお、罪の未遂であっても罰せられる（刑法第203条）。
14歳以上(中学校３年生に該当する)の場合、大人と同様に扱い、（逮捕から３日間は弁護士以外は接見禁止となる）捜査機関の取り調べや捜査が行われ、代用刑事施設経由で家庭裁判所へ送致し、少年鑑別所に収容される。
その後日教組（大阪府教職員組合)と敵対する日本共産党による「みんなで考えましょう」なるチラシを配布。同校の現状を糾弾内容は時を経ずして同校の知るところとなり（推測だが日本共産党から圧力や追及があったとされる）でその後の学年集会で進路指導をしていた某女性教諭は「共産党が…共産党が…」と悔し気に半泣き状態で嘆いており、その後その年度の地元集中受験運動は沈静化を迎えた。その後、公立高校出願書提出ギリギリの日に出願書類を含む書類一切を持たせ出願させた。
また、学校によっては生徒やその両親との懇談時に内申書を開示しないなど不正な進路指導も行われ、これらの個人の尊厳を無視した指導により心的外傷を負った生徒も多数いた（今でもその事がトラウマになってメンタルがおかしくなった者もいる）。地元集中を推し進める学校の意向、生徒を（私学との関係強化のために）地元校に行かせたくない進学塾の意向、親の意向、本人の意向が絡み合い対立が毎年繰り広げられ、大阪府や埼玉県では教師による私学受験用の調査書の発行拒否や出し渋りなども横行し、進路指導の教師から「揃って落ちてこい！」と暴言を浴びせて提出書類で生徒の頭を叩く等の非人道的な行為等、数多くのトラブルを生んだ。また、私学受験を快く思わない教師が私学受験を希望する生徒の調査書の評価を意図的に貶めて書く行為も横行したため、調査書の信頼性そのものを揺るがせることとなり、受験判定に際して調査書の内容が占める比重が大幅に低下することにも繋がった。
地元集中の運動の結果として、表面上は公立高校の学力格差が緩和したように見られる地域もある一方、生徒の個性を無視した画一的な進路指導の結果、かかる指導を憂慮して地元中学を忌避し我が子に私立中学進学を選択させたり、中学進学の際に他市町や他府県で地元集中が行われていない地域への転居を選ぶ保護者が急増することになった。忌避で受験に失敗した生徒が地元中学に行って問題行動を起こす、レベルの低い地元校から私学に忌避しても上位の学校に進学できるよう塾通いをせざるを得なくなる生徒（経済的負担の増加）等の問題もあった。毎年、学級崩壊や校内暴力などが深刻な問題になっている地域の学校を忌避する人達もこの問題に巻き込まれた。
また、公立中学校の進路指導の結果、不本意な進学を強いられた若者が非行に走るケースも多発した他、公立中学校や地域自体でも荒廃がどんどん進み、他方では生徒や卒業生が集団で起こした問題などが原因となって近隣の私立高校から特定の荒廃している中学校が嫌忌されて受験に不利となり受験指導がさらに困難なものになったり、また顧客などからの情報でそのような事情を把握している不動産業などからも地元集中の受験が行われている地域が忌避されるなど、学校の内外へと荒廃と悪循環が繰り返し波及してゆく状況も少なからず発生した。
これらの結果として、地元集中型の受験指導は、総括すれば各公立高校の地盤沈下と荒廃にしかつながらず、生徒や保護者には公立学校教育に対する根強い不信感を植え付け、さらには地域自体の荒廃を招いただけという弊害を残した結果に終わった。また、難関私立高校や国立高校受験および国立・私立の中学受験がかえって激しくなり、教師たちの思惑とは裏腹に、情報交換という形で私立高校・私立中学と学習塾を結び付ける端緒にもなり、受験指導における学習塾の存在感が大きなものになるなど、教師たちにとっては目の上の瘤とも言うべき受験産業がますます繁栄する原動力になってしまった。

## 地元集中における地元高校の選定
地元集中運動を展開する公立中学校の進路指導において、教師が生徒に進学先として勧める公立高校は、「原則としてその中学校に至近にある公立高等学校1校のみ」である。
ただし、中学校の所在地によっては、生徒の居住地区により進学先として勧める高校を地域内で2校ないし3校に振り分ける場合もあった。これは、地元集中を推進する教師たちにとって不本意な生徒の私立高校進学や中学浪人の発生を極力防ぐべく、公立高校の入学定員を勘案し不合格者の発生を可能な限り防ぐことを目的に、域内の中学校間で受験する生徒数を振り分けて調整し競争倍率を可能な限り低く抑える、事実上の事前内定に相当する行為を、受験させる側である中学校教師たちが行っていたためである（競争率が1未満のの「調整校」へ出願を認める）。1970年代には、公立高校が増設期にあったため、高校増設や定員増に応じて、進学先として勧める地元高校がその都度変更になった。このため、地元校が一貫していないのではないかとする疑問も保護者などから出された。
昭和期には、埼玉県・神奈川県や、一度は学校群制度を導入するも3年で失敗に終わった千葉県などでも、平野部を中心に、1970年代以降の公立高校の大量増設に呼応する形で、地域内公立教育の推進と受験浪人発生防止という観点から主に日教組の組合員の教師たちにより公立校主体の進路誘導が盛んに進められた。これらの県では旧制中学校由来の各地域の最高レベル帯の難関校を例外として、原則として同一の学区内や近隣地域の普通科学校に大まかなレベルに応じて振り分けるように、地域の高校と中学校の受験担当の教師が極秘裏に顔を合わせて情報交換や受験者の調整を行っていた。特に埼玉県では盛んであり、一部の学校では願書提出前に合格者の95%以上を決定する事実上の事前内定なども行われていた。このような状況で、事前内定が行われていた学校への他学区からの事前調整無しでの普通科受験は形式上可能であったものの、合格した例はほとんど無かったという。もっとも、このような不適切な受験は各方面から問題視され、1989年8月に読売新聞が夕刊社会面トップでスクープ記事として埼玉県立越谷南高等学校で行われていた事前内定の実情を大々的に報道したことをきっかけに、埼玉県内はもとより首都圏でも極秘裏に取りやめが相次ぎ、このような動きは急激に終息していった。

### 大阪・松原市における地元集中の歴史
地元集中運動が激しく展開された地域の一つとされる大阪府松原市は、1960年代末まで市内に全日制課程の公立高校が存在せず、その後の公立高校の誘致・新設を巡る動きも絡んで後の地元集中運動を複雑極まるものにした。
1965年、大阪府教委が、大阪市生野区にあった生野高校の校舎新築を兼ねて、郊外移転の検討を開始。羽曳野市などの近鉄南大阪線沿線で校地を探し始めたことを受け、翌1966年に松原市議会が「府立高校誘致促進特別委員会」を設置し、誘致に動き出した。一方で（松原市を含む当時の通学区）第四学区の高校進学率自体が他学区に比べ6ポイントほど低かった（府内平均は35%）ため、同和地区の住民を中心に「松原市内の中学生の進路保障」を掲げて市民が熱心に誘致運動を展開。これら府民の意見を受けて、当時大阪府議会議員で生野高校OBの中山太郎らも生野高校の同窓会を説得し“生野の名前を残す”条件で、松原市への移転が決定した。
松原市民にとっては“待ちに待った、我が街の高校”の誕生ではあったが、実際には、生徒の伝統校志向の根強さや1973年の学区制変更（9学区制へ細分化）に伴う偏差値の上昇で、同和地区の家庭では経済面などから学力が伸び悩む傾向があったことから、伝統校・生野への入学が困難な生徒も多く、生野高校の存在は有名無実化した。このため、松原市では1972年「松原進路保障協議会」が設置され、市民3万人超の署名をもとに引き続き府立高の誘致運動が展開され、その成果として1974年、新たに松原高校の新設となった。その後も、1980年に平野高校が、1982年に大塚高校と新設が続いた。
以上の経緯により、松原市内の公立中学校で地元集中運動を推進する教職員には「生野高校は、かつて大阪市内にあった学校が移転してきたもので、地元校ではない」「学区（当時の第七学区における）最難関校で、学力格差の頂点に立つ学校で、地元集中の理念に相容れない」などという理由で批判的に捉える者もいた。このため、松原市内に立地するにもかかわらず、市立の中学校から生野高校への進学は難しくなり、その反発で、松原市民の間では新設校に対するアレルギーや拒否反応を加速させ、伝統校との格差も温存し続ける悪循環を自ら作り出す結果となった。
上記の松原市の例のように、大阪府では地元集中運動や公立高校新設が地方教育行政のみならず同和問題などとも複雑密接に絡むこととなり、その結果、同地域内における同和問題の解決、人権教育への理解すらをも徒に遅らせることとなった。

## 地元集中に対する公立高校側の反応
地元集中の進路指導により進学先とされた地元公立高校側では、あくまでも公立中学校の教職員が独自に展開している運動であり、高校側は関与および賛同はしないとする立場が主流であった。
ただし、地元公立高校の中には、高槻市内の高校などを中心として、地元集中運動に賛同・連携するところもあった。松原市にある松原高校はその一例で、例えば、1978年から、入学試験では合格が困難な、知的障害を持つ地元公立中学校卒業生を、「準高生」（交流生）として、ホームルーム活動などで受け入れる実践に取り組んできた。これは、「地域の子どもを地域で育て、高校間の学力格差を解消する」という地元集中運動の理念に対して高校側が応じた最たるものとして挙げられる。なお、「準高生」は、教育委員会で決定された正式な制度ではなく、高校側の独自活動であり、正式な学歴としても扱われないが、長年の実践の中で、授業の受講（体育などの一部を除く）にまで受け入れを拡大した。そして、大阪府教育委員会の正式な制度、学歴取得として、2001年から、松原高校を含む複数の高校で「知的障害のある生徒の高等学校受け入れに係る調査研究」、さらには、2006年から「知的障害生徒自立支援コース」として知的障害者を受け入れるようになり、「準高生」活動は発展解消に至った。
また、公立高校の教員には個人的に運動に賛同する者もいた。

## 地元集中への批判
教員の服務規程違反の疑い
地元集中は、教育委員会の審議を経て正式に制度化されたものではない。あくまでも個々の教員による進路指導（殊に長らく進路指導に携わってきた絶対的権力を持つ教員の理想）に過ぎない。にもかかわらず現実は強制に限りなく近い（寧ろ強制）運用がなされていたとされる。教員は内心の自由や表現の自由は保障されるものの、職場である学校において生徒にそれを押し付けたり、生徒の意思を無視して進学先を押し付けることは教師として認められない。
日本国憲法第23条・24条に記載の通り
第二十三条
学問の自由は、これを保障する

第二十四条
すべて国民は、法律の定めるところにより、その能力に応じて、ひとしく教育を受ける権利を有する。
すべて国民は、その保護する児童に初等教育を受けさせる義務を負ふ。初等教育は、これを無償とする。

あくまでどの高校を受験するか、また入学するかは生徒自身で選ぶべきであり、教師が助言をすることは認められるものの、助言の限界を超えて強制することは絶対に認められないと批判された。
学校が有する生徒本人の情報の非開示
地元集中とは直接の関係はないが、学校における「競争排除」という同じ目的のために学校内で実施された模擬試験や定期試験などの点数・偏差値・順位などを生徒・保護者に知らせず、生徒が自分の学力を数値的に把握できない状態が発生した。高槻市内のある中学校では、テスト・試験と名のつくものは競争排除の観点から一切実施されなかったため、通常中学校で実施される中間・期末テストやスポーツテストが無く、各単元の到達度を確認する「点検」と称する小テストに相当するもののみ実施され、校内の順位付けが教師にも全く不明な状態になった。この結果学習塾等に通っていない大多数の生徒とその保護者が客観的なデータを元に進路を検討することが出来なくなり、教師の指示に従い地元の高校を受験せざるを得ない立場に追い込まれた生徒もいた。
無理に優秀な生徒を地元高校に行かせて学校のレベルを上げたため、根拠を開示されないまま内申・成績の低い生徒が締め出され、底辺校か専修学校進学に追いやられた。
内申書に関する問題
高校入試においてはしばしば内申書の内容が入試での評価に使われるが、中学校教員が生徒の内申書を書くに際し、地元集中に批判的な生徒の評価を低くすることは当該教員の裁量範囲内でありえる。もちろん、教員の意向に従わないことのみをもって内申書を低く書くことは公立学校教員としては違法（刑法155条公文書偽造罪に抵触、1年以上10年以下の罰金無しの実刑(懲役刑)が課される）であり、実際には露骨な形では行われるとは考え難いが、内申書という入試上重視される書面の記載を教員が握っている以上、生徒や保護者が教員に対して弱い立場におかれ萎縮する効果がある。かつては内申書の本人に対する不開示も運用としてなされていたが、本人情報開示請求訴訟で請求認容判決があって以来、内申書は本人からの請求があれば開示されるようになってきている（第三者の内申書は個人情報保護により不開示である）。
学校間格差是正、地元高校育成を働き掛ける対象について
もし、公立高校の学校間格差を是正するのであれば、入試制度そのものを改編しなければならず、それは府県の教育行政・教育委員会の役割である。また、地元高校育成は、高校自らが取り組む課題である。地元集中運動を推進する公立中学校教職員は、本来であれば、府県の教育行政・教育委員会に学校間格差是正を、地元高校に、育成のための取り組みを働き掛けるべきであり、それが実現できないからといって、立場の弱い生徒と保護者に学校間格差是正と地元高校育成の責任を負担させたとする批判である。
地元集中でも学校間格差が解消できないとの指摘
高校間の学力格差を埋めて解消するのが大目的の1つである地元集中運動であるが、全市域で地元集中運動を展開していた高槻市や枚方市においても、複数ある地元公立高校間で学力格差が存在していた。これは、進学元となる公立中学校の学力格差、さらに突き詰めれば市内各地域の経済力格差に行き着いてしまう。地元集中によって、地域毎の経済力格差がかえって際立つとする批判もある。
事前調整が失敗した時のリスク
地元集中運動やこれに類するが行われている地域では、地元の公立高校に受験する生徒が極力全員合格できるように、受験倍率も含めて市内の中学校の教師間で事前調整が行われていた。しかし、公立高校でも進路指導への評判や運動部の全国大会出場などをきっかけとして同一学区内全域からの受験生が増加し競争率・レベルが急上昇するなど、教師にとって想定外の事態も多分に起き得る。この場合、地元集中の受験指導の結果として県立高校を単願で受験させた生徒が不合格になる結果も多分に起きる。このような形で進路が決まらない生徒が発生した場合、後が無い2次入学試験に賭けなければならなくなるため、結局は生徒に掛かる負担が事前に滑り止めの私立高校を受験・合格していた者とは比較にならないほどに大きくなる。

## 地元集中の終焉
地元集中は、1980年代中頃以降低調になり、2000年代前半にはほぼ終息したとされている。その理由は以下のような点にある。
- 上に記されている、地元集中への批判が高まってきたこと。また、生徒や保護者の求めがあれば内申書を開示させられる可能性があることから、地元集中の進路指導が難しくなってきたこと。
- 教育制度の変化
地元集中運動が特に激しかった地域の一つとされる松原市では、地元公立高校の一つである松原高校が1996年に普通科から総合学科へと転換された。大阪府の公立高校の総合学科は学区制の対象外で、入試も普通科よりも前の日程で行うことや、自由な校風が評価されたため、同高校には広範囲から受験生が応募するようになり、かえって偏差値が上昇するなどした結果、地元の生徒が排除されるなど、地元集中が実現できない状況となった。また、もう一つの地元公立高校である大塚高校も1992年の体育科併設により普通科の定員が削減された。これらの結果、松原市内の市立中学校から地元公立高校への進学の枠が減少することとなった（生野高校が松原市の地元公立高校扱いではない理由は、上記の#地元集中における地元高校の選定を参照）。
- 少子化に伴う高校の統廃合
同じく地元集中運動が激しかった高槻市や門真市、守口市、枚方市で、2000年代前半以降、少子化に伴う府立高校の統廃合が行われたため、地元集中運動を行おうにもその受け皿となる地元公立高校が減少し、運動推進を困難にした。また、門真市においては門真南高等学校が門真高等学校と合併し総合学科の「門真なみはや高等学校」となり、普通科は大阪府立門真西高等学校のみとなり門真市内で２校となった。

もっとも、現在でも地元集中の理念を持ち続ける一部教職員が、ホームルームや個人面談などで、生徒や保護者に地元高校の進学を薦めることもあるとされる。ただしその場合でも、以前のような強要的な性格は薄らいでいるとされる。さらに少子化の進行や教職員組合の弱体化に加え、以前地元集中を推進していた世代の教員が定年退職により教育現場を次々に去ったこともあって、令和時代の今では地元集中を行うケースはほとんどなくなっている。
- コンプライアンス重視により、進路指導による「強制」から「調整」「相談」「決定」「支援」へと時代の流れで変化したものとみられる。

2011年大阪の進学指導特色校10校に文理学科が設置された影響で、定員割れの可能性が高い底辺校の生徒確保のために現在でもこの行為が行われているとされる。

## 進学連携校方式
兵庫県の但馬県民局管内では、普通科一般入試では連携外中学校からの合格者は募集定員の一定比率以内に限定する進学連携校方式が1971年（昭和46年）から現在に至るまで実施されている。地元集中の一類型とされるが、大阪府の事例と異なり、兵庫県教育委員会が正式に採用している制度である。
2015年度入試における制度改革の際に廃止が検討されたが、県内他学区と比べ交通不便な地域であるという事情があり地元自治体から制度維持の要望が強く、指定外中学校からの合格比率上限を緩和する（旧北但学区6%、旧南但学区5%→新第5学区一律18%）ことで存続することになった。緩和の結果、学区内で大学進学実績がより優れるとされる豊岡高校、八鹿高校では過去の上限を大きく超える連携外中学校からの合格者が出ている。また、県全域で採用している複数志願選抜を、但馬県民局管内（新第5学区）でも採用している。
2015年の入試制度改革以前から、非公式ではあるが豊岡高校、八鹿高校では連携校外からの受検者数が事前に各中学校に割り振られており、その人数を超えて出願をさせない指導が行われている。
県内他学区で過去に採用されていた総合選抜や、大阪の事例との相違点は、
- 総合選抜で行う「学区内の複数高校を一つの高校とみなし一括して願書申請」「まず全体の合格者を決める」は行わず、願書受付、合格者決定は各高校が単独で行う（単独選抜）。また総合選抜の狙いの一つである「高校間の学力格差の縮小」は当初より狙いとしておらず、上述の豊岡高校、八鹿高校は従前より進学校として地元で認知されていた。
- 大阪と異なり、自宅から公共交通機関を用いて無理なく通学できる高校（進学連携校方式の対象となる高校）がもともと1校しかない地域が非常に広く、生徒自身や保護者によほど強い意志がない限り事実上の選択肢がないという地域的事情がある。但し、校区内に豊岡高校を持つ豊岡南中学校が豊岡高校と出石高校の2校と連携している一方で、校区内に出石高校を持つ出石中学校は豊岡高校と連携していない（出石高校とのみ連携）など、交通事情のみでは説明できない事象も発生している。なお通学可能な高校が2校以上ある地域では2校と連携して、中学校の進路指導では生徒の選択に委ねている。